# Ionizzazione chimica

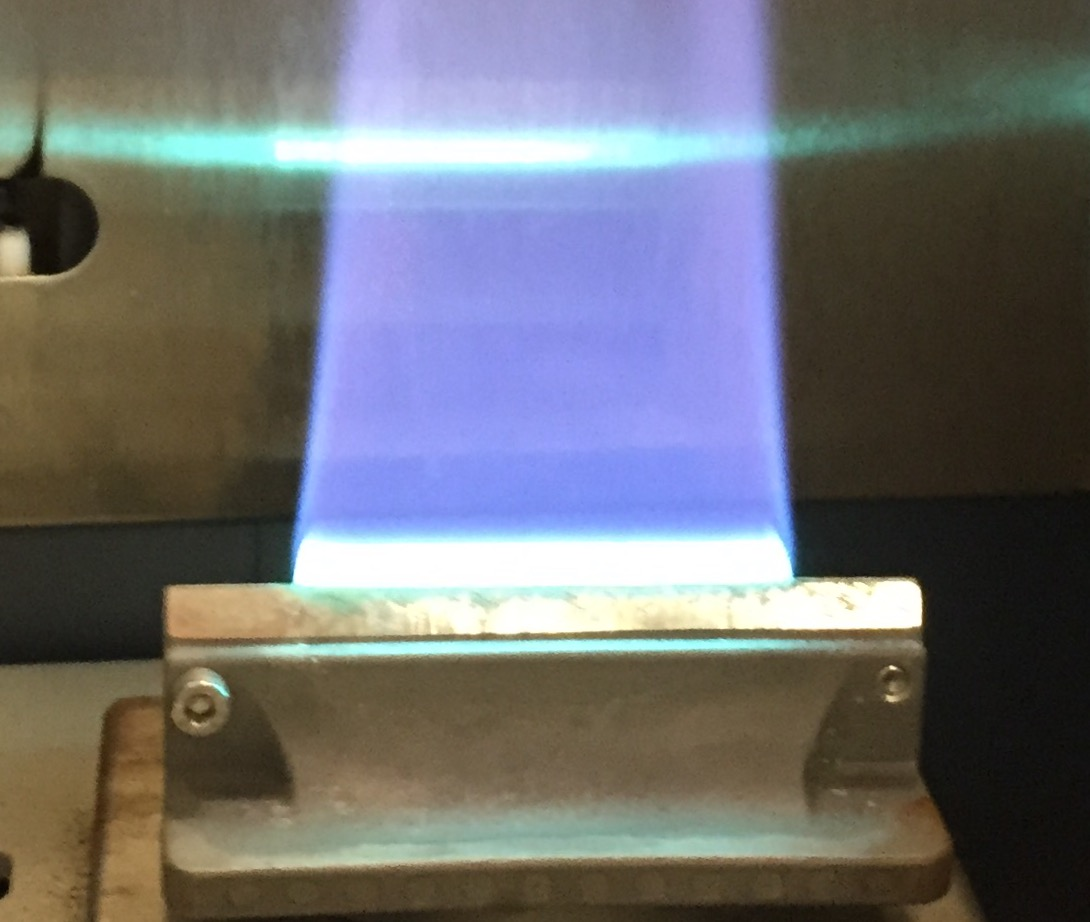
Base di una fiamma di acetilene

La ionizzazione chimica (in inglese chemi-ionization, da non confondere con chemical ionization che indica la ionizzazione chimica in spettrometria di massa) è la formazione di uno ione dalla reazione tra un atomo (o molecola) in fase gas con un atomo (o molecola) in uno stato eccitato.

## Reazione
Un esempio di ionizzazione chimica è:
{\displaystyle G^{*}+M\to M^{+\bullet }+e^{-}+G}
dove G è la specie eccitato (lo stato di eccitazione è indicato dall'asterisco in apice) e M è la specie che viene ionizzata per la perdita di un elettrone formando un catione radicale (indicato dal + e dal pallino in apice).